# Balança de capital
Em contabilidade nacional, a balança de capital é uma das três balanças primárias que compõem a balança de pagamentos, juntamente com a balança corrente e a balança financeira. Esta balança registra as transferências de capital unilaterais, aquelas que não originam um fluxo de pagamentos de rendimentos em sentido oposto, entre residentes e não residentes. O seu saldo é igual à capacidade (ou necessidade) de financiamento dos residentes, mas com o sinal oposto.
O que diferencia esta balança da balança financeira, é o facto de ela tratar activos não-financeiros.